# Feuerwache Friedrichshain

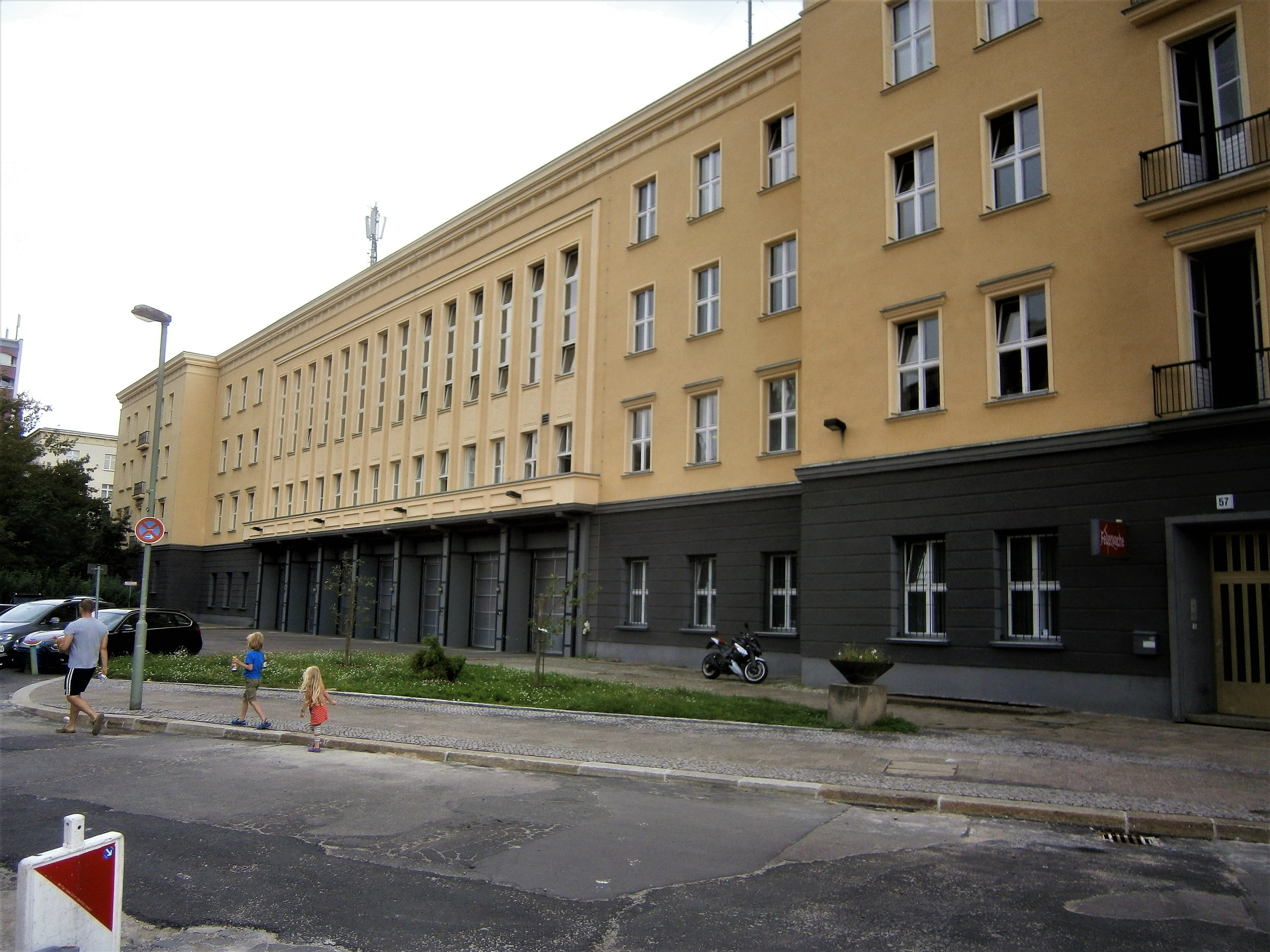
Feuerwache Friedrichshain

Die Feuerwache Friedrichshain (1200) in der Rüdersdorfer Straße 57 ist eine der 35 Berufsfeuerwachen der Berliner Feuerwehr und Betreuungswache für die Freiwillige Feuerwehr Friedrichshain (FF 1201). Sie gehört zur Direktion Süd. Von 1908 bis zur Zerstörung des Baus von Ludwig Hoffmann  im Zweiten Weltkrieg befand sie sich in der Schönlanker Straße 13. Nach dem Krieg nutzte sie den Feuerwehrstützpunkt Weberwiese in der Marchlewskistraße 6, das verbliebene mit einem Notdach versehene Erdgeschoss der im Krieg stark beschädigten früheren Feuerwache Memel. Seit Fertigstellung der neuen Feuerwache Rüdersdorfer Straße 57 im Jahr 1955 befindet sich die Feuerwache Friedrichshain am jetzigen Standort.

## Geschichte

### Feuerwache Friedrichshain, Schönlanker Straße 13, 1908 bis zum Zweiten Weltkrieg
In den Jahren 1906 bis 1908 wurde für die Feuerwache Friedrichshain in der Schönlanker Straße 13 im späteren Prenzlauer Berg ein vom Architekten und Stadtbaurat Ludwig Hoffmann konzipierter Bau errichtet. Die Berliner Zeitung schreibt am 5. Januar 1906:

„Es soll eine moderne Feuerwache noch in diesem Jahre im Osten für den 4. Löschzug an der Straße 31a, nahe der Elbingerstraße erbaut werden. Die Kosten sind auf rund 391.500 Mark veranschlagt worden. Als erste Rate werden 150.000 Mark veranlagt. Die Anlage umfasst ein Wohn-, ein Oekonomiegebäude, sowie ein Haus für Reserveveranstaltung und Wagenremisen mit einem Steigeturm beziehungsweise Kletterhaus.“

Diese Feuerwache war zuständig für den Norden des späteren Bezirks Friedrichshain.
Der drei-, an den Ecktrakten viergeschossige Backsteinbau mit Walmdächern, dessen Mitteltrakt zurücksprang, wird der beginnenden Moderne zugeordnet. „In den Obergeschossen mit ihren abgestuften Lisenen und den überspitzten Fensterverdachungen fanden sich sogar schon frühexpressionistische Einzelheiten“, heißt es im Abschnitt „Feuerwachen“ des Buches „Berlin und seine Bauten“ von 1976.
Ludwig Hoffmann selbst beschreibt seinen Bau so:

„Die den verschiedenen Bedürfnissen entsprechend verschiedenen Öffnungen des Erdgeschosses an der Vorderfront wurden in die Mauer einfach eingeschnitten und nicht weiter betont. Dagegen ließen sich die oberen Geschosse in ein gleichmäßiges Architektursystem einfügen. So konnte das Gebäude, wiewohl es zu einer Baugruppe gegliedert wurde, doch wieder zu einer ruhigen Gesamtwirkung gebracht werden“

An der Bearbeitung des Entwurfs und seiner Ausführung waren, wie Hoffmann festhielt, die Magistratsbauräte Matzdorff und Wollenhaupt sowie die Architekten Buchholz und Gerecke beteiligt. Die Terrakotten an der Fassade entwarf der Bildhauer Georg Wrba.
Der Verwaltungsbericht des Magistrats von 1907 macht deutlich, dass die Feuerwache 4 nicht als Automobilwache projektiert war, sondern die Entscheidung, sie mit einem elektromobilen Löschzug auszurüsten später fiel. In dem Bericht werden detailliert die Anschaffungen und die Kosten aufgelistet und gegen die Kosten für den projektierten Pferdebetrieb aufgerechnet. Es wird festgestellt: „Die Gesamtkosten (11 018,82 M) stehen, wie eingangs angegeben, 17 281 M an laufenden jährlichen Unterhaltungskosten für einen bespannten Löschzug gegenüber, so dass trotz des beim ersten Löschzuge durch Modell- und Werkzeugkosten bedingten hohen Anlagekapitals doch noch jährlich 17 281,00 – 11 018,82 = 6 262,18 M gespart werden.“
Bei der Umstellung der Berliner Feuerwehr vom Pferdebetrieb auf Automobilisierung unter dem Oberbranddirektor Maximilian Reichel (1856–1924), Leiter der Berliner Feuerwehr 1905–1922, erhielt die neue Feuerwache 4 in der Schönlanker Straße den ersten elektromobilen Löschzug, bestehend aus Gasspritze, Tender, Dampfspritze und Drehleiter. Die im Wesentlichen baugleichen Chassis mit Lohner-Porsche-Radnabenmotoren stammten von der Daimler-Motorengesellschaft in Marienfelde.
Der Architekt Hermann Jansen beschreibt die innere Einteilung der Wache: „Der Bau enthält zu ebener Erde den Wagenraum mit vier Ausfahrttoren, an den sich zu beiden Seiten die Schlaf- und Waschräume für die Feuerwehrleute mit zusammen 29 Betten sowie ein Tagesraum für vier Fahrer und eine Telegraphenstube anschließen.“.
Der Grundriss zeigt, dass im Erdgeschoss auch eine Stellmacherei-Tischlerei, eine Schmiede und Schlosserei, eine Krankenstube und weitere Räume vorgesehen waren und im Hof „Mannschaftsgärten“ und eine Laube.
In den Obergeschossen lagen Tagesräume, Vorsteherzimmer und Dienstwohnungen.
Eine wichtige Besonderheit war, dass sich seitwärts eine Hofeinfahrt befand, durch die die Wagen bei der Rückkehr auf den Hof fahren und durch die rückwärtigen Tore gleich wieder in ihre Stände gelangen konnten. Später angelegte Feuerwachen folgten diesem Prinzip.
Gleichzeitig gab es die seit 1884 in der Memeler Straße 39 bestehende Feuerwache Memel.
Bei Luftangriffen im Zweiten Weltkrieg wurden die Gebäude an der Kniprodestraße und Schönlanker Straße schwer getroffen. Wo sich Feuerwache und Gartenamt befanden, ist heute das Grundstück Kniprodestraße 21. Der verbliebene Abschnitt der Schönlanker Straße trägt seit 1974 den Namen Ernst-Fürstenberg-Straße.

### Feuerwehrstützpunkt Weberwiese 1948–1955
Das von den Kriegsschäden reparierte und mit einem Notdach versehene Erdgeschoss der früheren Feuerwache Memel, Memeler Straße 39 (ab 1950 Marchlewskistraße 6), war als Feuerwehrstützpunkt Weberwiese in Betrieb, bis das neue Gebäude in der Rüdersdorfer Straße fertiggestellt war. Die Alte Feuerwache, Marchlewskistraße 6 wurde 1995–1998 zum Kulturhaus alte feuerwache Friedrichshain umgebaut.

### Feuerwache Friedrichshain, Rüdersdorfer Straße 57, ab 1955
In den Jahren von 1953 bis 1955 wurde das Gebäude in der Rüdersdorfer Straße 57 errichtet. Am 1. August 1955 wurde die neue Feuerwache Friedrichshain eingeweiht und am 5. Oktober 1955 dort die Freiwillige Feuerwehr Friedrichshain gegründet.
Der viergeschossige, an der Wedekindstraße auf fünf Geschosse ansteigende Gebäudekomplex Wedekindstraße 10 / Marchlewskistraße 60 / Rüdersdorfer Straße 57 mit Polizeistation und Feuerwache gehört zu den Bauensembles der 50er Jahre, die im Umfeld der Karl-Marx-Allee (Stalinallee) errichtet wurden. Er ist ein gelistetes Baudenkmal.
Architektonisch hervorgehoben ist der Teil der Fassade über den 7 Toren der Fahrzeughalle. Dahinter befinden sich im 1. Stock die Aufenthaltsräume und Ruheräume und darüber ein das zweite und dritte Stockwerk umfassender repräsentativer Veranstaltungssaal mit hohen Fenstern, Kronleuchtern, Parkett, Bühne und Kinoeinrichtung für 200 Personen, der heute als Umkleide benutzt wird. Über zwei Rutschstangen gelangen die Feuerwehrleute schnell aus dem 1. Stock in die Fahrzeughalle. Auch Sporträume und Küche sind vorhanden.
Bis zum Juni 1960 war das von der Feuerwache Friedrichshain besetzte Feuerlöschboot an der Elsenbrücke stationiert. Die Feuerwache Friedrichshain war mit Mannschaft und Fahrzeugen bei den drei Flugzeugabstürzen (1973, 1986 und 1989) sowie bei den U-Bahn-Bränden (1972 und 1986) mit im Einsatz. Am 27. März 1982 wurden bei einem Barackenbrand in Mitte zwei Kollegen der Feuerwache Friedrichshain tödlich verletzt. Im Traditionszimmer der Feuerwache wird an sie erinnert.

## Aktuelles
Die Feuerwache Friedrichshain ist am Tage mit zwölf, nachts mit zehn Einsatzkräften besetzt.
Die Feuerwache verfügt über folgende Fahrzeuge:
- LHF
- DLK 23-12
- NEF
- RTW
- RTW (12/7)
- ELW 1 C

Als weiteres Fahrzeug ist ein RTW der Johanniter Unfallhilfe am Standort.
In der Freiwilligen Feuerwehr Friedrichshain (1201) sind 2 Frauen und 18 Männer aktiv. Die Freiwillige Feuerwehr verfügt über die Fahrzeuge LHF und LF 16 Z.